# Воловий глаз (озеро)
Воловий глаз (Валов глаз, Волов Глаз) — озеро, имеющее карстовое происхождение, расположено в Серпуховском районе Московской области на территории Приокско-Террасного заповедника.
Образовалось в известняках в результате действия поверхностных вод. Наряду с ним в этом районе расположено ещё несколько глубоких карстовых воронок, однако постоянно наполнено водой только оно. В весенний период из озера вытекает ручей, впадающий в Оку. Берега озера лесисты. Размер зеркала колеблется в зависимости от уровня грунтовых вод. Площадь незначительна — около 0,005 км², однако озеро представляет интерес как редкое явление для Московской области.
Посещение озера ограничено и требует разрешения дирекции Приокско-Террасного заповедника, расположенной в посёлке Данки городского округа Серпухов.